# Zong
Pour les articles homonymes, voir Zong (homonymie).
Zong est un groupe français de musique électronique, originaire de La Réunion. Leur style musical intègre des éléments de rock, dub, maloya, techno, drum and bass, groove, voire punk grâce au jeu de scène énergique de la chanteuse.

## Histoire
Zong se forme en 1996 avec Sandrine Ebrard (alias Drean) et Rodolphe Legras (alias Mister Zong). Ils sont rejoints en 1997 par Yann Costa qui apporte une touche électronique. En 1998, Zong est sélectionné au Printemps de Bourges. Le batteur Cyril Faivre (alias Fever) intègre le groupe en 1999. Zong sort son premier album auto-produit Chromozong avec la participation de Smadj, musicien du groupe Ekova. En 2002, Rodolphe Legras quitte le groupe. Le trio entre alors en résidence au Séchoir, salle de spectacle pluridisciplinaire de Saint-Leu et commence à travailler sur les morceaux de Paradis thématik. L'album est enregistré à Johannesbourg, en Afrique du Sud, avec la participation de l'accordéoniste malgache Régis Gizavo. Lors du festival Sakifo 2004, Zong partage la scène avec le groupe de dub angevin Zenzile.
Les deux groupes se retrouveront en métropole en octobre 2006 pour une tournée commune. La même année, à Marseille, Zong participe à l'inauguration du premier magasin Pardon ! ouvert en métropole. Pour cette occasion, le groupe est juché sur une estrade de 6 mètres 50 de hauteur. En 2007, le groupe publie son troisième album Fractures. Le titre de l'album est un clin d'œil à la fracture du coude dont a été victime la chanteuse, mais signifie surtout une évolution musicale vers un son plus rock et plus tendu. Après une tournée en métropole, le groupe se produira en 2008 dans une dizaine de pays africains, en Allemagne, mais aussi sur La Réunion avec notamment un concert le vendredi 7 novembre 2008 au Kabardock (Le Port).
Parallèlement à ses activités avec le groupe, le claviériste Yann Costa exerce l'activité de producteur. Il a réalisé les albums de la réunionnaise Nathalie Natiembé (Sankèr, 2005) et du mauricien Menwar (Ay ay lolo, 2006), dans lesquels il apporte un son rarement entendu dans les productions de musiques dites musiques traditionnelles ou world music.
Le groupe se produit occasionnellement sans chanteuse sous le nom de Zon. Pour ce projet parallèle, le batteur et le claviériste affectionnent l'improvisation énergique, à la manière de Bumcello.

## Membres

### Membres actuels
- Sandrine Ebrard — chant, kayamb, bobre
- Yann Costa — Fender Rhodes, claviers
- Cyril Faivre — batterie

### Anciens membres
- Rodolphe Legras (jusqu'en 2002)